# Reprezentacja Portugalii w piłce wodnej mężczyzn
Reprezentacja Portugalii w piłce wodnej mężczyzn – zespół, biorący udział w imieniu Portugalii w meczach i sportowych imprezach międzynarodowych w piłce wodnej, powoływany przez selekcjonera, w którym mogą występować wyłącznie zawodnicy posiadający obywatelstwo portugalskie. Za jej funkcjonowanie odpowiedzialny jest Portugalski Związek Pływacki (FPN), który jest członkiem Międzynarodowej Federacji Pływackiej.

## Historia
W 1952 reprezentacja Portugalii rozegrała swój pierwszy oficjalny mecz w igrzyskach olimpijskich.

## Udział w turniejach międzynarodowych

### Igrzyska olimpijskie
Reprezentacja Portugalii jeden raz występowała na Igrzyskach Olimpijskich. Najwyższe osiągnięcie 18. miejsce w 1952 roku.

### Mistrzostwa świata
Dotychczas reprezentacji Portugalii żadnego razu nie udało się awansować do finałów MŚ.

### Puchar świata
Portugalia żadnego razu nie uczestniczyła w finałach Pucharu świata.

### Mistrzostwa Europy
Portugalskiej drużynie żadnego razu nie udało się zakwalifikować do finałów ME.